# Варіашу-Мік
Варіашу-Мік (рум. Variașu Mic) — село у повіті Арад в Румунії. Входить до складу комуни Іратошу.
Село розташоване на відстані 435 км на північний захід від Бухареста, 17 км на північний захід від Арада, 59 км на північ від Тімішоари.

## Населення
За даними перепису населення 2002 року у селі проживали 105 осіб.
Національний склад населення села:
| Національність | Кількість осіб | Відсоток |
| -------------- | -------------- | -------- |
| угорці         | 74             | 70,5%    |
| румуни         | 31             | 29,5%    |

Рідною мовою назвали:
| Мова      | Кількість осіб | Відсоток |
| --------- | -------------- | -------- |
| угорська  | 74             | 70,5%    |
| румунська | 31             | 29,5%    |